# Siphona capensis
Siphona capensis är en tvåvingeart som beskrevs av Charles Howard Curran 1941. Siphona capensis ingår i släktet Siphona och familjen parasitflugor. Inga underarter finns listade i Catalogue of Life.